# Scogli Porcelli
Gli scogli Porcelli sono un'isola dell'Italia, in Sicilia.
Amministrativamente appartiene a Trapani, comune italiano capoluogo di provincia.
Si trovano a nord-ovest del porto di Trapani e a nord dell'isola di Maraone. Ospitano un faro con fanale a luce ritmica.